# 让-吕克·德阿纳
让-吕克·德阿纳（法語：Jean-Luc Dehaene，法語：[ʒɑ̃ lyk də.an]，荷蘭語：[ʒɑ̃ːˈlyk dəˈɦaːnə] ⓘ; 1940年8月7日—2014年5月15日），比利时政治家，1992年到1999年担任比利时首相。在他的政治生涯中，有“管道工”（The Plumber）和“扫雷者”（The Minesweeper）的绰号，以形容他在政治僵局中的谈判能力。

## 生平
1981年首次担任内阁大臣，1992年到1995年组成包括基督教民主党和社会民主党的第一届联合内阁，并主持制定新的宪法，将比利时转成一个联邦国家。第二届政府期间（1995—1999）爆发大量的危机，包括迪特鲁丑闻。发生在1999年大选之前的二恶英事件，导致德阿纳在党内和政府中的支持率下降。德阿纳卸任后在2004年当选欧洲议会议员。2014年5月15日在法国辞世，享年74岁。

## 著作
- Sleutels voor morgen, Esopus, Hasselt, 1995, 111 p.
- Sporen naar 2000, Icarus, Antwerp, 1999, 173 p.
- Er is nog leven na de 16, Van Halewyck, Leuven, 2002, 208 p.
- De Europese Uitdaging: van uitbreiding tot integratie, Van Halewyck, Leuven, 2004, 237 p.